# Melananthus
Melananthus, rod pomoćnica (Solanaceae) smješten u tribus Schwenckieae, dio novopriznate potporodice Petunioideae. Pripada mu 5 vrsta iz tropske Južne i Srednje Amerike i Kube.
Opisan je u Botanische Zeitung (Berlin) 8(44): 788–789. 1850.

## Vrste
1. Melananthus cubensis Urb.
2. Melananthus fasciculatus (Benth.) Soler.
3. Melananthus guatemalensis (Benth. ex Hemsl.) Soler.
4. Melananthus multiflorus Carvalho
5. Melananthus ulei Carvalho